# Nowa Biała (Nowy Targ)
Nowa Biała (slowakisch Nová Belá, ungarisch Újbéla; deutsch Neubela) ist eine Ortschaft mit einem Schulzenamt der Landgemeinde Nowy Targ im Powiat Nowotarski der Woiwodschaft Kleinpolen in Polen.
In Nowa Biała gibt es eine slowakische Minderheit, die lokale Grundschule ist zweisprachig.

## Geographie
Der Ort liegt am linken Ufer des Flusses Białka, und zwar als der einzige der vierzehn Dörfer in der Polnischen Zips.

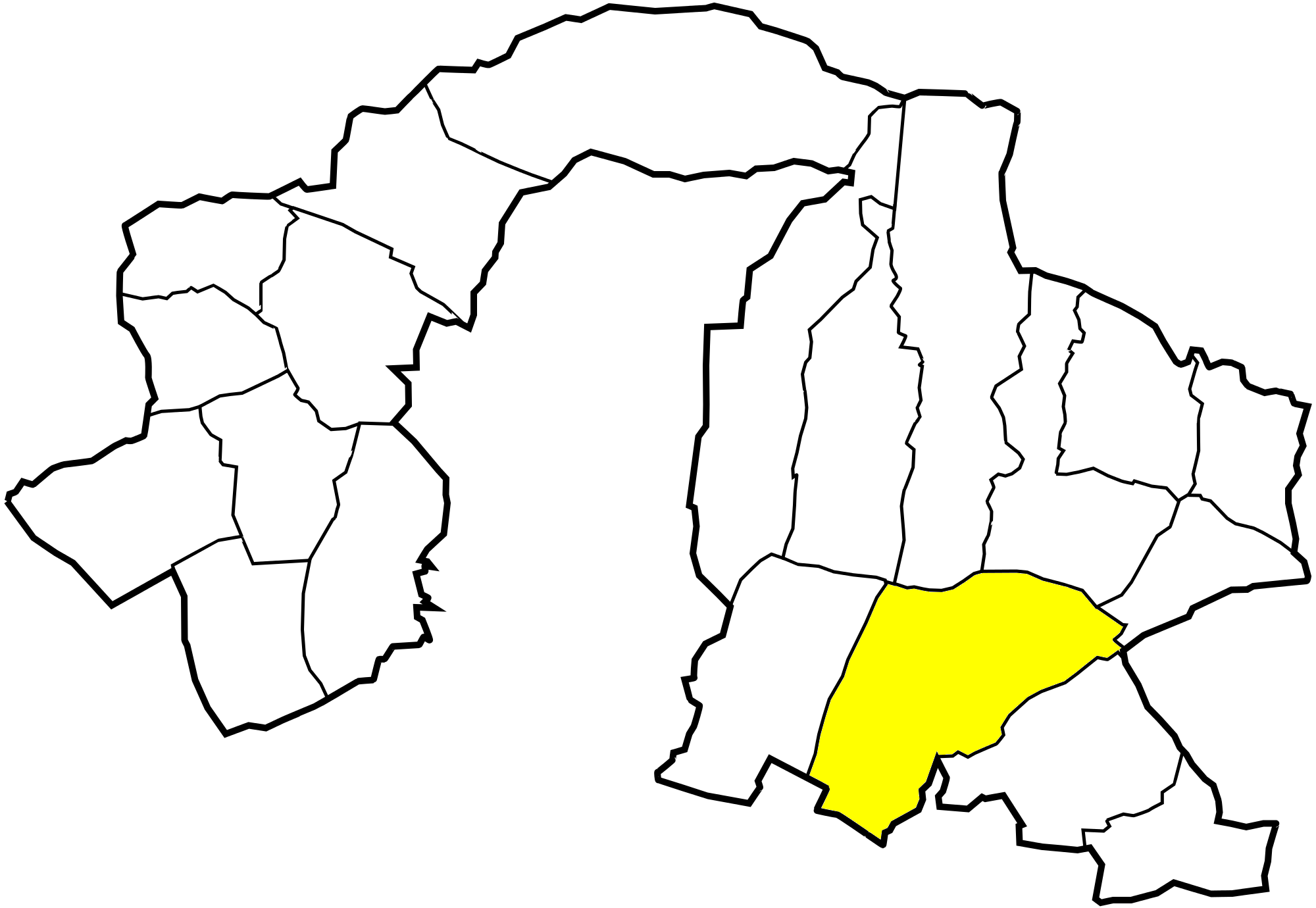
Dorf in der Gemeinde
Karte der Polnischen Zips

## Geschichte
Nach Überflutungen im 17. Jahrhundert änderte sich der Lauf des Flusses Białka, und das Dorf wurde vom Rest der Zips abgetrennt. Ab 1528 gehörte es zur Familie Łaski, ab 1589/1595 zur Familie Horváth und später zur evangelischen Familie Stansith-Horváth. Im Jahre 1805 besuchte Stanisław Staszic das Dorf, 1848 auch Teodor Tripplin. Im 19. Jahrhundert entwickelte sich Nowa Biała zu einer Kleinstadt. Slowakisch wurde damals die Sprache der Kirche und der Schule, aber die lokalen Goralen sprachen Goralisch, einen polnischstämmigen Dialekt, der in den ungarischen Volkszählungen im Gegensatz zu den goralischen Dörfern der Arwa immer als Slowakisch betrachtet wurde. Später wurde eine Politik der Magyarisierung betrieben.
1918, nach dem Ende des Ersten Weltkriegs und dem Zusammenbruch der k.u.k. Monarchie, wurde das Dorf Teil der neu entstandenen Tschechoslowakei. In Folge der tschechoslowakisch-polnischen Grenzkonflikte im Zips-Gebiet wurde der Ort 1920 der Zweiten Polnischen Republik zugesprochen. Zwischen den Jahren 1920 und 1925 gehörte er zum Powiat Spisko–Orawski, ab 1. Juli 1925 zum Powiat Nowotarski. Im Jahre 1921 hatte die Gemeinde 136 Häuser mit 656 Einwohnern, davon alle Polen, 650 römisch-katholische, 6 israelitische.
Von 1939 bis 1945 wurde das Dorf ein Teil des Slowakischen Staates.
In den 1960er Jahren fand ein Streit über die Sprache der Kirche zwischen Polen und Slowaken statt. Das Gebäude wurde danach für 11 Jahre geschlossen.
Von 1975 bis 1998 gehörte Nowa Biała zur Woiwodschaft Nowy Sącz.
Im Juli 2008 änderte die Białka wieder ihren Lauf.
Ende Juni 2021 erhielt das Dorf internationale Aufmerksamkeit, als sich hier ein großflächiger Brand ereignete, welcher zahlreiche historische Gebäude zerstörte.

## Sehenswürdigkeiten
- Römisch-katholische Kirche Sankt Katharina von Alexandria, gebaut 1725–1748 nach einem Brand

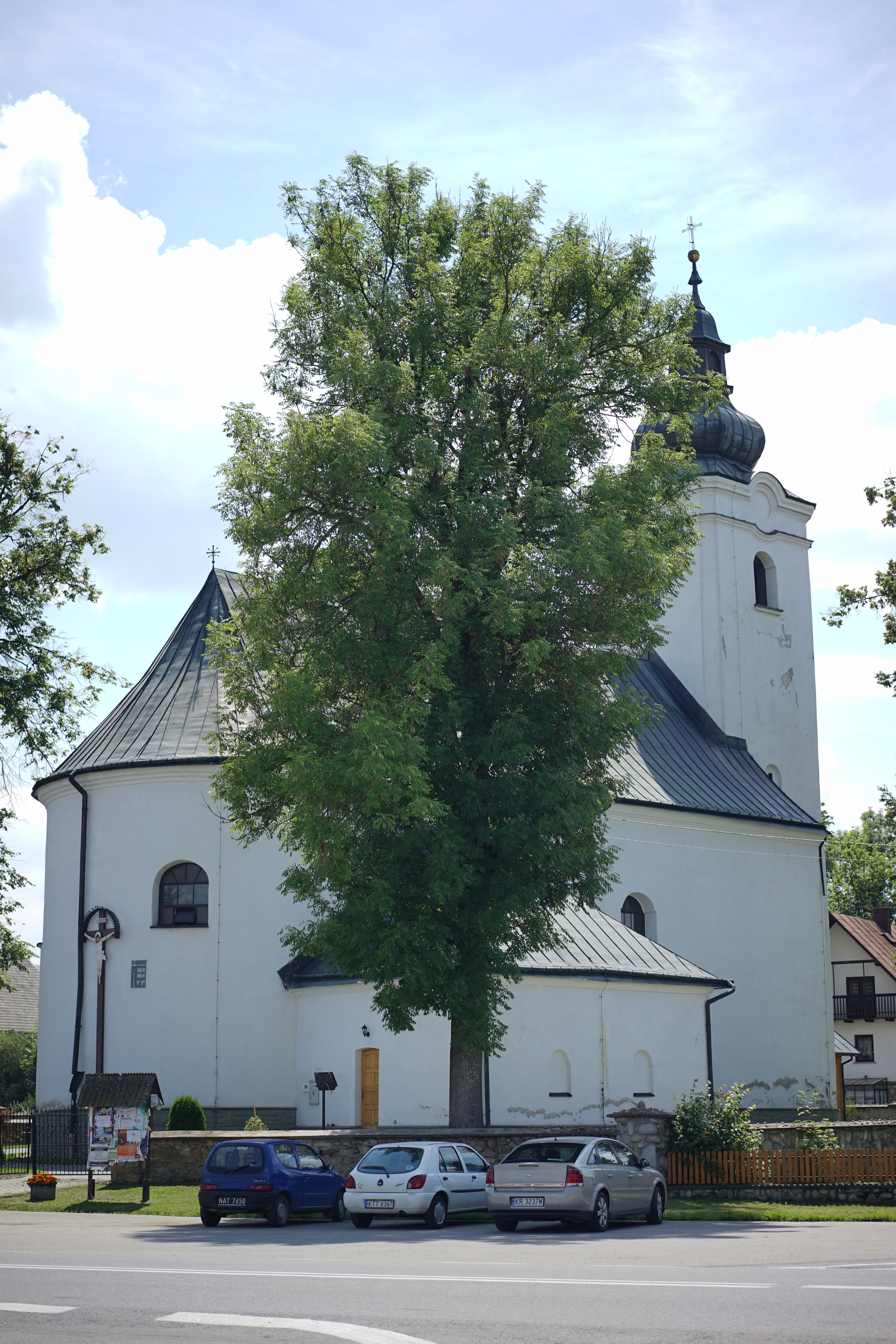
Kirche
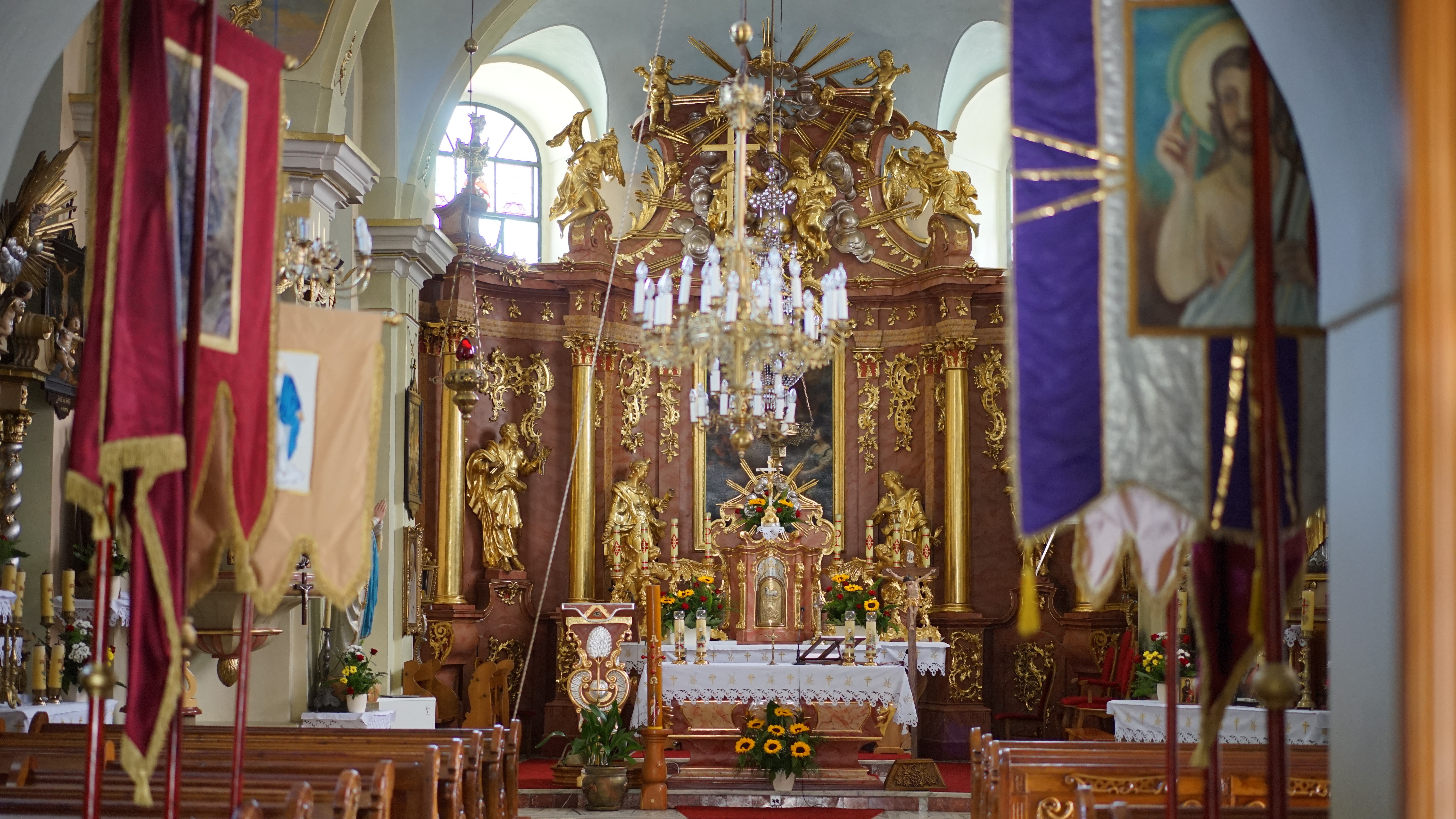
Altar

## Söhne und Töchter
- Dominik Kalata (1925–2018), slowakischer Ordensgeistlicher und Bischof